# Světový pohár v severské kombinaci 2016/2017
Světový pohár v severské kombinaci 2016/17 byl 34. ročníkem závodů nejvyšší úrovně v severské kombinaci (skok na lyžích + běh na lyžích) mužů. Světový pohár se skládá z dvaadvaceti individuálních závodů a třech závodů družstev. Zahájen byl 26. listopadu 2016 ve finské Ruce a skončil 19. března 2017 závodem v německém Schonachu. Vítězství z minulého ročníku obhajoval Němec Eric Frenzel.

## Kalendář

### Závody jednotlivců
| Datum konání                                     | Místo konání  | Můstek / Běh  | Vítěz            | Druhé místo      | Třetí místo           | Česká účast                                                            | Zdroj  |
| ------------------------------------------------ | ------------- | ------------- | ---------------- | ---------------- | --------------------- | ---------------------------------------------------------------------- | ------ |
| 26. listopadu 2016                               | Ruka          | HS142 / 10 km | Johannes Rydzek  | Eric Frenzel     | Jørgen Nyland Graabak | 18. Tomáš Portyk 27. Ondřej Pažout                                     | [ 1 ]  |
| 27. listopadu 2016                               | Ruka          | HS142 / 10 km | Johannes Rydzek  | Wilhelm Denifl   | Akito Watabe          | 36. Miroslav Dvořák 41. Lukáš Daněk                                    | [ 2 ]  |
| 3. prosince 2016                                 | Lillehammer   | HS100 / 10 km | Eric Frenzel     | Johannes Rydzek  | Fabian Riessle        | 14. Miroslav Dvořák 19. Tomáš Portyk 36. Ondřej Pažout                 | [ 3 ]  |
| 4. prosince 2016                                 | Lillehammer   | HS138 / 10 km | Eric Frenzel     | Björn Kircheisen | Jørgen Nyland Graabak | 21. Miroslav Dvořák 30. Tomáš Portyk 44. Ondřej Pažout 54. Jan Vytrval | [ 4 ]  |
| 17. prosince 2016                                | Ramsau        | HS98 / 10 km  | Johannes Rydzek  | Fabian Riessle   | Eric Frenzel          | 13. Miroslav Dvořák 31. Tomáš Portyk                                   | [ 5 ]  |
| 18. prosince 2016                                | Ramsau        | HS98 / 10 km  | Eric Frenzel     | Fabian Riessle   | Vinzenz Geiger        | 23. Miroslav Dvořák 29. Tomáš Portyk                                   | [ 6 ]  |
| 7. ledna 2017                                    | Lahti         | HS130 / 10 km | Eric Frenzel     | Eero Hirvonen    | Johannes Rydzek       | 29. Miroslav Dvořák                                                    | [ 7 ]  |
| 8. ledna 2017                                    | Lahti         | HS130 / 10 km | Fabian Riessle   | Eric Frenzel     | Johannes Rydzek       | 27. Miroslav Dvořák 38. Tomáš Portyk                                   | [ 8 ]  |
| 13. ledna 2017                                   | Val di Fiemme | HS134 / 10 km | Eric Frenzel     | Johannes Rydzek  | Magnus Moan           | 33. Miroslav Dvořák 37. Lukáš Daněk 40. Martin Zeman                   | [ 9 ]  |
| 15. ledna 2017                                   | Val di Fiemme | HS134 / 10 km | Eric Frenzel     | Johannes Rydzek  | Akito Watabe          | 18. Tomáš Portyk 33. Miroslav Dvořák                                   | [ 10 ] |
| 21. ledna 2017                                   | Chaux-Neuve   | HS118 / 10 km | Johannes Rydzek  | Fabian Riessle   | Akito Watabe          | 23. Tomáš Portyk 26. Miroslav Dvořák                                   | [ 11 ] |
| 22. ledna 2017                                   | Chaux-Neuve   | HS118 / 10 km | Fabian Riessle   | Johannes Rydzek  | Eric Frenzel          | 16. Miroslav Dvořák 19. Tomáš Portyk                                   | [ 12 ] |
|                                                  |               |               |                  |                  |                       |                                                                        |        |
| 4. ročník Nordic Combined Triple                 |               |               |                  |                  |                       |                                                                        |        |
| 27. ledna 2017                                   | Seefeld       | HS109 / 5 km  | Johannes Rydzek  | Eric Frenzel     | Samuel Costa          | 23. Tomáš Portyk 44. Miroslav Dvořák                                   | [ 13 ] |
| 28. ledna 2017                                   | Seefeld       | HS109 / 10 km | Johannes Rydzek  | Eric Frenzel     | Samuel Costa          | 28. Tomáš Portyk                                                       | [ 14 ] |
| 29. ledna 2017                                   | Seefeld       | HS109 / 15 km | Eric Frenzel     | Johannes Rydzek  | Bernhard Gruber       | 24. Tomáš Portyk                                                       | [ 15 ] |
|                                                  |               |               |                  |                  |                       |                                                                        |        |
| 4. února 2017                                    | Pchjongčchang | HS140 / 10 km | Johannes Rydzek  | Mario Seidl      | Fabian Riessle        | Češi nestartovali                                                      | [ 16 ] |
| 5. února 2017                                    | Pchjongčchang | HS140 / 10 km | Johannes Rydzek  | Eric Frenzel     | Mario Seidl           | Češi nestartovali                                                      | [ 17 ] |
| 10. února 2017                                   | Sapporo       | HS134 / 10 km | Björn Kircheisen | Akito Watabe     | Mikko Kokslien        | 35. Lukáš Daněk                                                        | [ 18 ] |
| 11. února 2017                                   | Sapporo       | HS134 / 10 km | Akito Watabe     | Tim Hug          | Manuel Faisst         | 32. Ondřej Pažout                                                      | [ 19 ] |
| 22. 2. - 5. 3. 2017 Mistrovství světa 2017 Lahti |               |               |                  |                  |                       |                                                                        |        |
| 11. března 2017                                  | Oslo          | HS134 / 10 km | Akito Watabe     | Eric Frenzel     | Björn Kircheisen      | 38. Tomáš Portyk                                                       | [ 20 ] |
| 15. března 2017                                  | Trondheim     | HS140 / 10 km | Eric Frenzel     | Johannes Rydzek  | Fabian Riessle        | 12. Tomáš Portyk 38. Miroslav Dvořák                                   | [ 21 ] |
| 18. března 2017                                  | Schonach      | HS106 / 10 km | Eric Frenzel     | Wilhelm Denifl   | Johannes Rydzek       | 35. Miroslav Dvořák 43. Martin Zeman                                   | [ 22 ] |
| 19. března 2017                                  | Schonach      | HS106 / 15 km | Eric Frenzel     | François Braud   | Akito Watabe          | 42. Miroslav Dvořák                                                    | [ 23 ] |

### Závody družstev
| Datum konání     | Místo konání  | Můstek / Běh     | Vítěz                                                               | Druhé místo                                                          | Třetí místo                                                    | Česká účast                                                     | Zdroj                           |
| ---------------- | ------------- | ---------------- | ------------------------------------------------------------------- | -------------------------------------------------------------------- | -------------------------------------------------------------- | --------------------------------------------------------------- | ------------------------------- |
| 2. prosince 2016 | Lillehammer   | HS105 / 4x5 km   | Německo Björn Kircheisen Eric Frenzel Fabian Rießle Johannes Rydzek | Norsko Mikko Kokslien Espen Andersen Håvard Klemetsen Jørgen Graabak | Rakousko David Pommer Mario Seidl Wilhelm Denifl Philipp Orter | 7. Česko Miroslav Dvořák Tomáš Portyk Ondřej Pažout Jan Vytrval | [ 24 ]                          |
| 14. ledna 2017   | Val di Fiemme | HS134 / 2x7,5 km | Norsko I Espen Andersen Jørgen Graabak                              | Česko I Tomáš Portyk Miroslav Dvořák                                 | Itálie I Samuel Costa Alessandro Pittin                        | 16. Česko II Lukáš Daněk Martin Zeman                           | [ 25 ]                          |
| 4. února 2017    | Pchjongčchang | HS140 / 4x5 km   | Nahrazeno individuálním závodem                                     | Nahrazeno individuálním závodem                                      | Nahrazeno individuálním závodem                                | Nahrazeno individuálním závodem                                 | Nahrazeno individuálním závodem |

## Pořadí Světového poháru
| Pořadí SP - jednotlivci | Pořadí SP - jednotlivci | Pořadí SP - jednotlivci | Pořadí SP - jednotlivci | Pořadí SP - jednotlivci |
| Umístění                |                         | Jméno a příjmení        | Body                    |                         |
| ----------------------- | ----------------------- | ----------------------- | ----------------------- | ----------------------- |
| 1.                      | Německo                 | Eric Frenzel            | 1734 b.                 |                         |
| 2.                      | Německo                 | Johannes Rydzek         | 1609 b.                 |                         |
| 3.                      | Japonsko                | Akito Watabe            | 1086 b.                 |                         |
| 4.                      | Německo                 | Fabian Riessle          | 1069 b.                 |                         |
| 5.                      | Německo                 | Björn Kircheisen        | 748 b.                  |                         |
| 6.                      | Rakousko                | Mario Seidl             | 719 b.                  |                         |
| 7.                      | Finsko                  | Ilkka Herola            | 475 b.                  |                         |
| 8.                      | Finsko                  | Eero Hirvonen           | 464 b.                  |                         |
| 9.                      | Rakousko                | Wilhelm Denifl          | 442 b.                  |                         |
| 10.                     | Německo                 | Bernhard Gruber         | 436 b.                  |                         |
|                         |                         |                         |                         |                         |
| 37.                     | Česko                   | Tomáš Portyk            | 103 b.                  |                         |
| 41.                     | Česko                   | Miroslav Dvořák         | 82 b.                   |                         |
| 64.                     | Česko                   | Ondřej Pažout           | 4 b.                    |                         |

| Pořadí SP - pohár národů | Pořadí SP - pohár národů | Pořadí SP - pohár národů | Pořadí SP - pohár národů | Pořadí SP - pohár národů |
| Umístění                 |                          | Země                     | Body                     |                          |
| ------------------------ | ------------------------ | ------------------------ | ------------------------ | ------------------------ |
| 1.                       | Německo                  | Německo                  | 6688 b.                  |                          |
| 2.                       | Rakousko                 | Rakousko                 | 3372 b.                  |                          |
| 3.                       | Norsko                   | Norsko                   | 2823 b.                  |                          |
| 4.                       | Japonsko                 | Japonsko                 | 2106 b.                  |                          |
| 5.                       | Finsko                   | Finsko                   | 1450 b.                  |                          |
| 6.                       | Francie                  | Francie                  | 860 b.                   |                          |
| 7.                       | Itálie                   | Itálie                   | 675 b.                   |                          |
| 8.                       | Česko                    | Česko                    | 464 b.                   |                          |
| 9.                       | Švýcarsko                | Švýcarsko                | 357 b.                   |                          |
| 10.                      | USA                      | USA                      | 215 b.                   |                          |